# MEDays
 (octobre 2023).
MEDays : Le Forum du Sud, est un Forum international organisé par l'Institut Amadeus et qui se tient sous le haut patronage du roi Mohammed VI. Véritable institution pour un dialogue Nord-Sud, et haut lieu de rencontre et d'échange des acteurs mondiaux des sphères géostratégiques, politiques, économiques et sociales, les MEDays ont lieu le mois de novembre de chaque année à Tanger. La douzième édition du Forum a eu lieu du 13 au 16 novembre 2019, sous le thème : La Crise globale de confiance.
Le Forum MEDays s'impose aujourd'hui comme la rencontre stratégique des acteurs mondiaux des sphères géostratégiques, politiques, économiques et sociales des pays du Sud et plus précisément des régions Maghreb, Méditerranée, Afrique et Moyen-Orient avec une nouvelle ouverture sur l'Amérique latine et l'Asie.

## Format
Loin d’une conférence classique, le format des MEDays ressemble à une émission débat TV : les intervenants ne font pas de présentations mais répondent aux sollicitations et aux relances du modérateur. Dans les panels parallèles, le format permet à l’audience d’avoir une interaction directe avec les experts.
Les MEDays offrent un forum entreprise parallèle les « Business MEDays » : des séances plénières, ateliers et rencontres informelles, dédiées aux participants Business. Un espace unique pour créer des opportunités concrètes d’affaires dans les différentes régions concernées par le Forum.

## Édition 2015

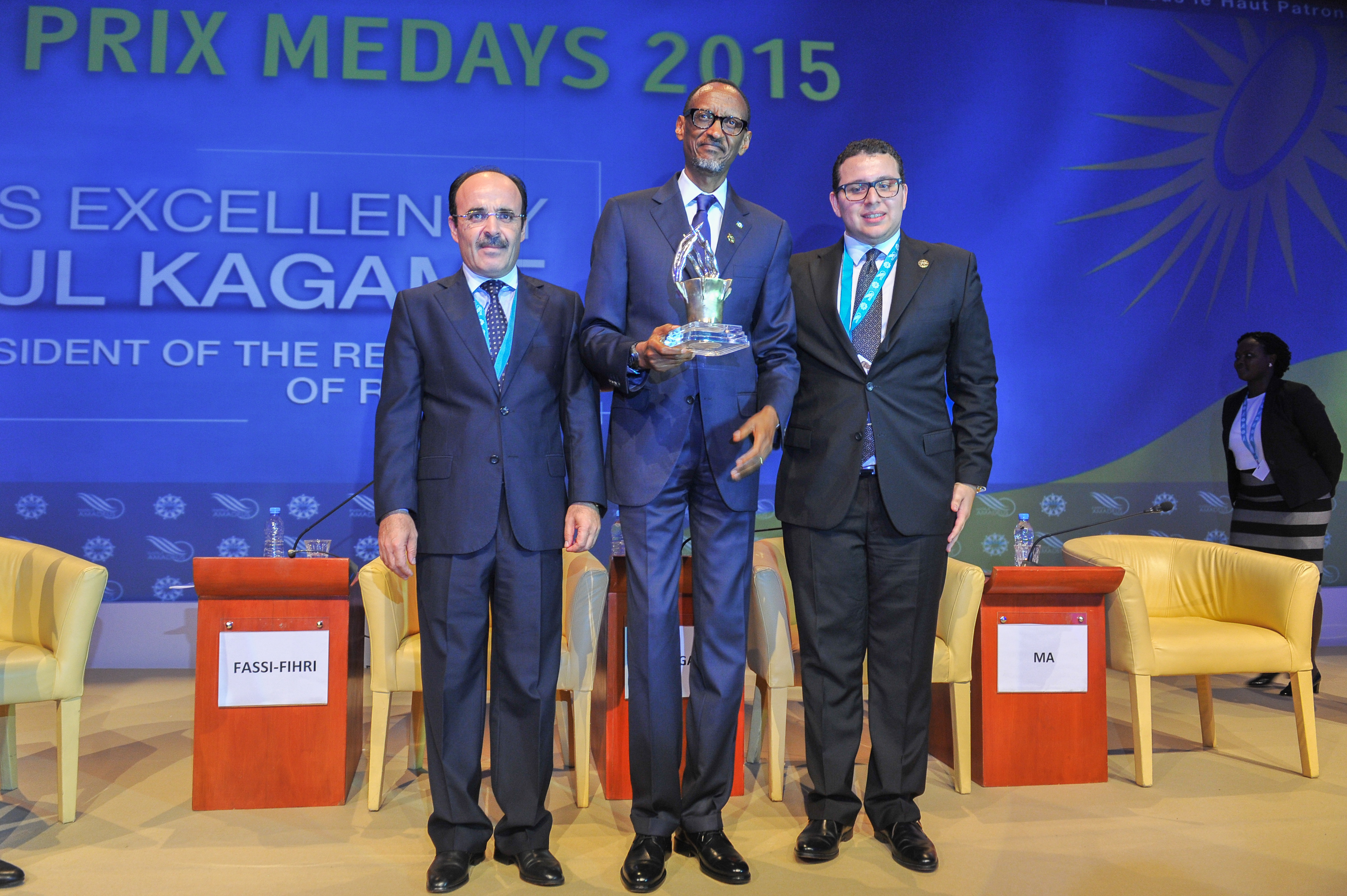
Paul Kagamé reçoit le Grand Prix MEDays 2015 avec Brahim Fassi Fihri et Ilyas El Omari

Le Rwanda était à l’honneur lors de la Cérémonie Officielle d’ouverture de la 8e édition du Forum international MEDays. L’Institut Amadeus a souhaité remettre le traditionnel Grand Prix MEDays au chef de l’Etat
Rwandais Paul Kagame pour avoir permis à son pays de renaître de ses cendres et devenir, en quelques années seulement, un des pays les plus dynamiques et robustes d’Afrique sur le plan économique et un des plus stables sur le plan politique. La Chine était également à l’honneur de la Cérémonie d’Ouverture du Forum MEDays 2015. La République Populaire était représentée par le Vice-président du Comité National consultatif de l’Assemblée Populaire de Chine, M. Biao Ma.
Malgré un agenda international diplomatique particulièrement chargé (le Sommet de La Valette, le Sommet de Riyad, le Sommet du G20, la Conférence de Bani Yas et la Conférence de Dakar sur la Sécurité ont été organisés la même semaine), les MEDays 2015 ont rassemblé une communauté de responsables internationaux de premier plan. Dans une logique de diversification, l’Institut Amadeus a veillé à renouveler près de 60 % des intervenants en comparaison avec l’édition précédente des MEDays.
En quelques chiffres, l’édition 2015 du Forum MEDays, a réuni près de 125 intervenants de haut niveau, des hauts responsables gouvernementaux (dont une trentaine de ministres et officiels étrangers) et décideurs économiques, venus de près de 80 pays. Le Forum MEDays, l’un des seuls évènements internationaux de ce niveau intégralement ouvert au public, a rassemblé en 2015, plus de 3500 participants sur les 4 jours, dont près de 1500 étudiants marocains, et 120 journalistes nationaux et étrangers.
Les MEDays 2015, ont connu la participation d'un grand nombre de personnalités internationales de premier plan telles que, Moussa Mara, Mohamed Bazoum, Raila Odinga, Richard Sezibera, Jean-David Levitte, ou encore Cyril Svoboda.

## Édition 2014

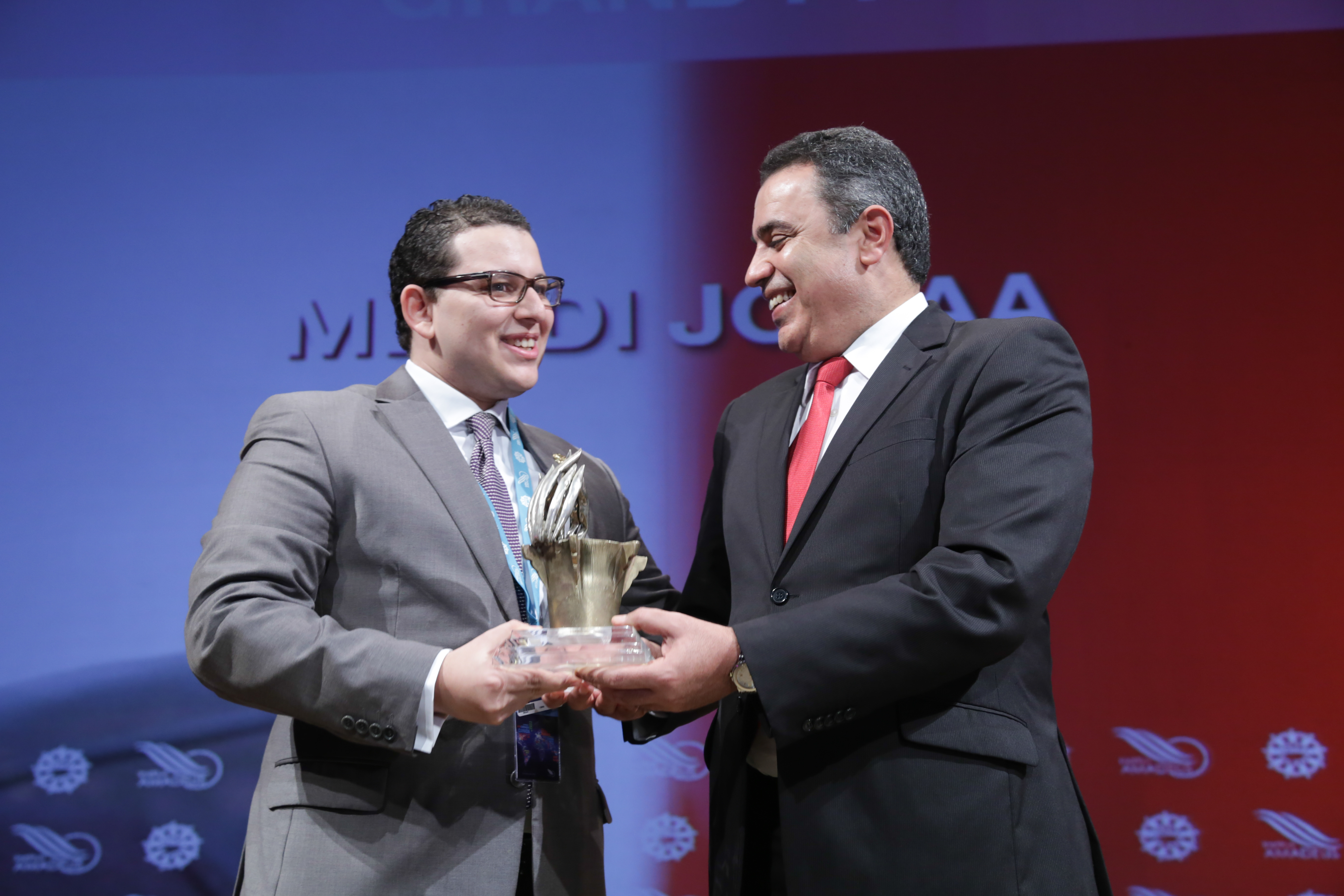
Brahim Fassi Fihri, remettant le Grand Prix MEDays 2014 à Mehdi Jomaa

Dans un contexte régional et international difficile et exacerbé, le Forum MEDays 2014 est apparu comme une plate-forme nécessaire dans le Monde Arabe. La multipolarité des crises politiques et sécuritaires au
Sud de la Méditerranée, en Irak, en Ukraine et sur le continent africain, permet au Forum MEDays d’être au cœur de l’actualité internationale, tout en mettant en avant la pertinence des options et des positions choisies par le Maroc, sur l’ensemble des thèmes abordés. En 2014, près de 120 intervenants de 72 pays ont répondu à l’invitation de l’Institut Amadeus autour du thème “Quel Ordre dans le Chaos ?”.
Le Forum MEDays dans sa 7e édition fut l’occasion, après quatre jours de débats fructueux, parfois laborieux, souvent contradictoires mais toujours enrichissants, de dresser un constat unanime : le Sud est face à un tournant. Il entre de plain-pied dans une ère nouvelle, loin des images figées et autres stéréotypes du siècle dernier. Forts d’acquis fulgurants en termes de gouvernance, de résultats économiques ou encore d’affirmation géostratégique, nul ne peut aujourd’hui contester la place grandissante qu’il occupe au sein des échiquiers politiques et économiques mondiaux.
Certes l’ancrage démocratique reste un acquis fragile chez les uns, encore incertain chez les autres. La croissance constatée en Afrique ou en Asie n’est pas toujours inclusive, et rien n’indique que si les chantiers des réformes ne sont pas poursuivis à une cadence soutenue, qu’elle puisse ouvrir la voie à un développement socio-économique durable.
Sur les grandes questions de relations internationales, MEDays 2014 a également clairement mis le doigt sur la confiance toujours aussi fragile si ce n’est introuvable entre les USA et le Monde musulman. Illustrations
majeures : la question palestinienne toujours en lumière lors des MEDays sans hélas là encore de réelle avancée concrète. Autre dossier connexe : le potentiel rapprochement entre l’Iran et la communauté internationale. C’est une réalité, la République Islamique reste une puissance régionale majeure et surtout un acteur incontournable tant sur le dossier syrien, que dans la lutte contre Daech, sans oublier bien entendu l’épineux dossier du nucléaire.
Les MEDays 2014, ont connu la participation de nombreuses personnalités internationales de premier plan telles que, Mehdi Jomaa, José Luis Zapatero, Yves Leterme, Enrico Letta, Mahmoud Jibril, Saeb Erakat, Jean-Louis Borloo ou encore Bernard Kouchner.

### Prix MEDays 2014
- Grand Prix MEDays : Le Grand Prix MEDays 2014 a été remis décerné à Mehdi Jomaa, alors Président du Gouvernement de Tunisie[4].
- Prix de l'Energie et du Développement Durable : En 2014, ce prix a été remis à Ahmed Belhoul, CEO du groupe émirati Masdar.

## Édition 2013

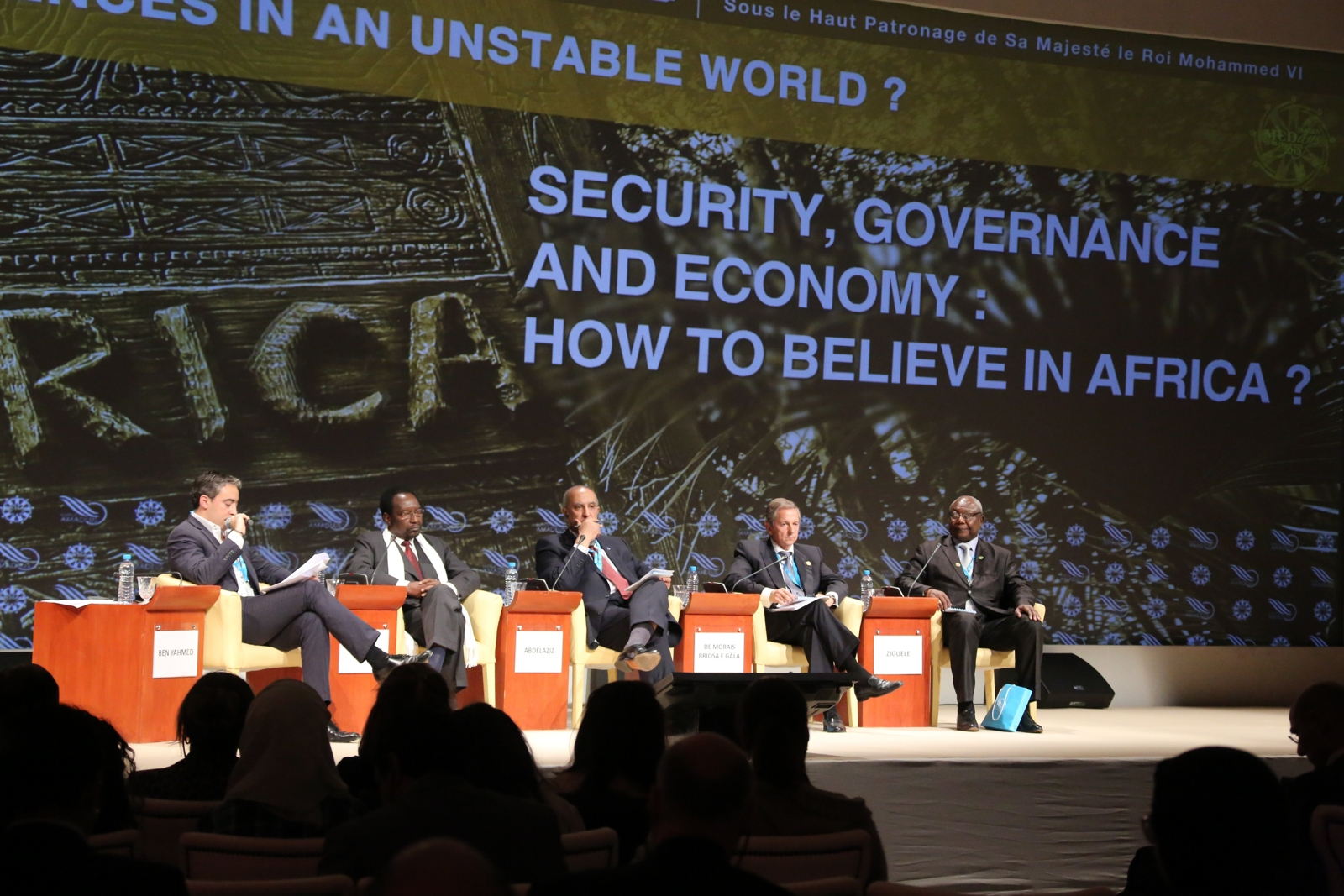
Session consacrée à l'Afrique lors des MEDays 2013

Les MEDays 2013 se sont concentrés pendant quatre jours sur les défis que les pays du Sud ont en partage : consolider l’acquis démocratique, lutter contre toutes les formes de violence, progresser sur le chemin de la transition écologique et mieux partager les fruits du développement.En quelques années, c’est une véritable communauté qui s’est mobilisée autour de ce projet si particulier : celui d’offrir au cœur du monde émergent, au croisement de l’Afrique, de l’Europe et du monde Arabe, un espace de dialogue ouvert et inclusif à l’ensemble des pays du Sud.
A l’instar des deux précédentes éditions, le forum MEDays s'est tenue en 2013 dans un contexte très particulier à la fois à l’échelle globale de crise économique mondiale avec des signes forts de reprise souvent annoncés mais qui tardent à émerger ainsi qu’une scène régionale marquée par les lendemains encore très incertains des soulèvements populaires dits du Printemps arabe.
Les problématiques liées au continent africain ont également constitué un axe fort de l’édition 2013. L’idée principale fut d'aborder ce sujet via un triptyque : Sécurité / Gouvernance / Economie dans le sens où toute croissance économique durable n’est possible que si elle est inclusive c’est-à-dire la résultante d’une répartition des richesses dictée par la bonne gouvernance et bien évidemment au sein d’un environnement économique stable régie par des institutions. Sur la thématique sécurité, MEDays a traité des enjeux énergiques comme nouveau paramètre de la sécurité globale. La consommation globale en constante hausse doublée d’une raréfaction des ressources font que la sécurisation des approvisionnements énergétiques un challenge crucial pour la majorité des Etats importateurs (économies développées mais surtout de plus en plus les pays émergents qui du fait du boom économique voient leur factures énergétiques explosées).
Sur les questions macro-économiques, une thématique particulière fut particulièrement à l’honneur : la régulation économique à l’échelle mondiale comme prérequis nécessaire à la croissance. Le poids économique du bloc émergent se veut de moins en moins négligeable ce qui amène à parler d’un glissement du nouveau centre de gravité de l’économie mondiale vers le Sud. Ces derniers, du fait d’un impact direct sur leur économie, restent très attentifs aux soubresauts de la crise économique en Europe.
Les MEDays 2013, ont connu la participation d'un grand nombre de personnalités internationales de premier plan telles que, Dioncounda Traoré, Stjepan Mesić, Yves Leterme, Bertie Ahern, Mahmoud Jibril, Riyad al-Maliki, ou encore Yvo De Boer.

### Prix MEDays 2013
- Grand Prix MEDays : Le Grand Prix MEDays 2013 a été remis à l’ancien Président par intérim de la République du Mali, Dioncounda Traoré. L’Institut Amadeus a voulu ainsi saluer son parcours et la clairvoyance politique dont il a fait preuve, faisant de lui le personnage clé de la période de transition qu’a affronté son pays, le Mali.
- Prix Initiative politique : En 2013, ce prix a été remis à Mona Makram-Ebeid, figure connue de la scène politique égyptienne pour son double combat : la condition féminine ainsi que la reconnaissance et la représentativité de la minorité copte en Egypte.

## Édition 2012

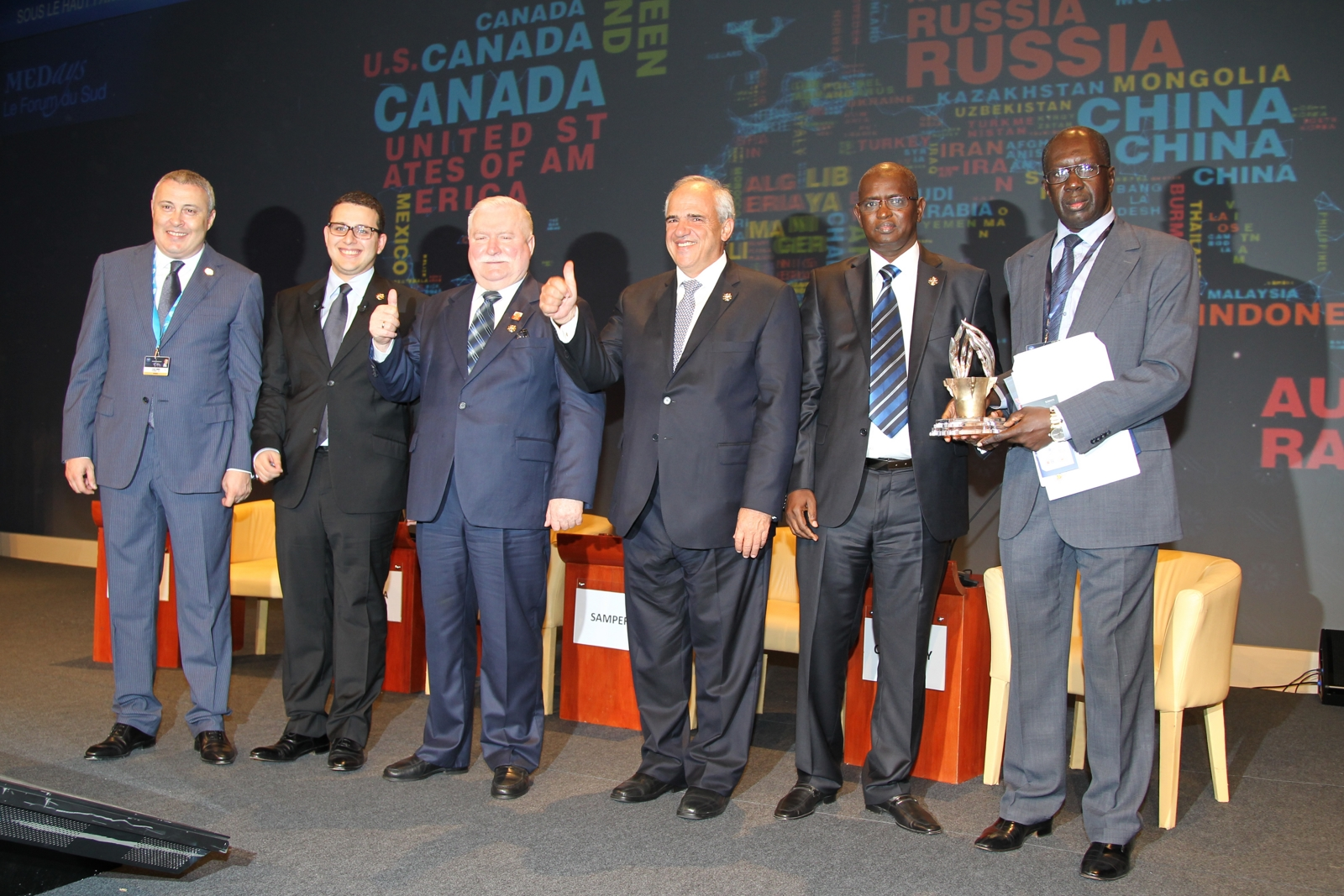
Photo de famille à l'issue de la Cérémonie d'Ouverture des MEDays 2012

Les MEDays 2012 se sont inscrits dans un contexte délicat de crise des dettes souveraines en Europe, avec des conséquences sur la croissance mondiale, et de lendemains difficiles de Printemps arabes et de transitions politiques en Afrique, rappelant l’importance de la consolidation de l’État de Droit et de la paix dans le monde. Les débats ont également porté sur la stabilité au Moyen-Orient et au Sahel, sur les questions économiques (stratégies de développement, dumping social Nord-Sud, Asie-Afrique, etc.) et sur le développement durable.
La Cérémonie d’ouverture officielle fut l’occasion de réunir pour des allocutions très attendues : Cheick Modibo Diarra, Premier ministre du Mali, Lech Wałęsa, ancien Président de la République de Pologne (1990 à 1995) et Prix Nobel de la Paix (1983), Ernesto Samper, Président de la Colombie de 1994 à 1998, et Abdou Latif Coulibaly, Ministre de la Bonne Gouvernance, Porte-parole du Gouvernement et envoyé spécial au forum MEDays du Président du Sénégal.
Parmi les personnalités de haut rang présentes tout au long du forum, on notera la présence de Amr Moussa, ancien Secrétaire général de la Ligue Arabe, de Thomas Stelzer, Sous-secrétaire général des Nations unies chargés des affaires économiques et sociales, de José Luis Zapatero, ancien Premier Ministre espagnol, de Zhong Jinhua Représentant spécial de la Chine pour les Affaires africaines, de Gunter Nooke, Représentant spécial Afrique de la chancelière Allemande Angela Merkel, ou encore de Peter Nyong’o, Ministre de la Santé et Secrétaire Général du Orange Party Kenyan.
Les sujets économiques et énergétiques ont été débattues en présence notamment de Pierre Gadonneix, Président du Conseil mondial de l’Énergie, de Abbas Al Naqqi, Secrétaire Général de l’Organisation des pays arabes exportateurs de pétrole (OAPEP), de Colin Coleman, Managing Director de Goldman Sachs, de Yong Wang, Vice-président du China African Dévelopment Fund, ainsi que de Anne Marie Chidzero, Présidente de Africap Microfinance.

### Prix MEDays 2012
- Grand Prix MEDays : Remis au Sénégal, représenté par le ministre de la Promotion de la bonne gouvernance, Porte parole du Gouvernement et envoyé spécial du Président de la République, Abdoul Latif Coulibaly.

La remise du Grand Prix MEDays au Sénégal vise à saluer la réussite exemplaire de la dernière élection présidentielle et la maturité de la démocratie sénégalaise un des rares îlots de stabilité en Afrique.
- Prix Business MEDays : Remis à Karim Helal, Président de l’Egyptian ASEAN Business Association, membre du Conseil d’administration et ancien CEO de la banque d’investissement CI Capital Holding en Égypte.
- Prix MEDays pour l’initiative politique : Remis à Fawzia Koofi, femme politique et féministe afghane. Jeune députée, Vice-présidente de l’Assemblée nationale afghane et Présidente de la Commission parlementaire pour les Femmes, la Société Civile et les Droits de l’Homme, Fawzia Koofi est candidate aux élections présidentielles de 2014. Elle est également l’auteur de « Lettre à mes filles », ouvrage poignant sur les conditions féminines dans son pays et son combat de tous les jours malgré les menaces des talibans.
- Prix MEDays de l’Environnement et du Développement Durable : Remis à la Turquie, représentée par Murat Mercan Vice-ministre turc de l'énergie et des ressources naturelles.

## Édition 2011

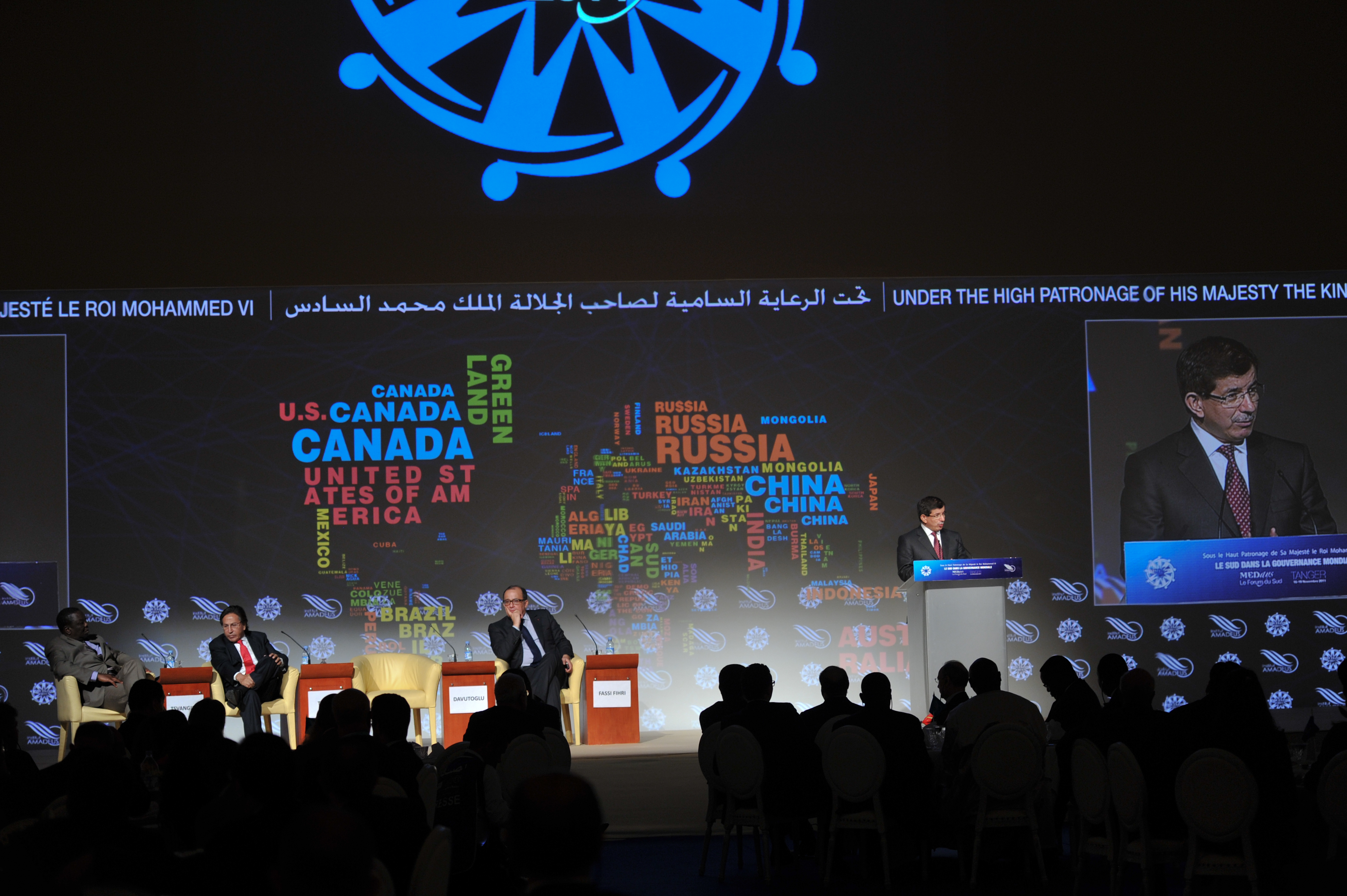
Ahmet Davutoğlu, ministre turc des Affaires étrangères s'exprimant lors de la Cérémonie d'Ouverture des MEDays 2011

La quatrième édition du Forum international MEDays a eu lieu à Tanger du 16 au 19 novembre 2011 sous le thème : « Le Sud dans la gouvernance mondiale ».
Dans un contexte de reprise économique au niveau mondial, mais aussi de foisonnement des crises et des bouleversements politiques, le constat de l’échec de la gouvernance internationale dans la régulation de la mondialisation et la résolution des conflits est établi.
Au cœur du Monde Arabo-musulman en pleine révolutions ou évolutions, le Forum MEDays 2011 permettra de revenir sur les transitions en cours dans la région. Il offrira également la possibilité aux décideurs politiques et économiques mondiaux de se retrouver pour partager ou confronter leurs points de vue et discuter des priorités à donner au dialogue Nord-Sud ou Sud-Sud et aux grandes priorités de l’agenda international.
Au regard des nombreux bouleversements qu’a connu l’année 2011 (Printemps Arabe, accident de Fukushima, instabilités des économies européennes, et mort d’Oussama Ben Laden), le Forum MEDays a constitué le théâtre d’interactions et de débats autour du positionnement actuel et à venir du Sud dans la gouvernance politique et économique mondiale.
Le Forum MEDays a regroupé pour la première fois, dans le cadre d’une conférence internationale informelle, les principaux acteurs des changements dans la région avec les principaux décideurs internationaux.
Parmi ces personnalités, Ahmet Davutoğlu, ministre turc des Affaires étrangères, Saeb Erakat, négociateur en chef de l’Autorité palestinienne, Alejandro Toledo Manrique, ancien président du Pérou, Abdel Rahman Shalgham, représentant permanent de la Libye aux Nations unies, Morgan Tsvangirai, Premier ministre du Zimbabwe, Andrés Pastrana Arango, ancien président de Colombie, Sven Alkalaj, ministre des Affaires étrangères de Bosnie, Bernardino León, représentant spécial de l’Union européenne pour la Méditerranée, Cheick Sidi Diarra, Secrétaire général adjoint des Nations unies, Imran Khan, président de Tahreer-e-Insaf, etc..
Outre ces personnalités, de nombreux ministres venus de près de 80 pays ont également participé aux MEDays, parmi lesquels de nombreux ministres venus entre-autres du Libéria, des Comores, du Sénégal, de Tunisie, de Chine, de Dominique et de Grenade.

### Thématiques
- Cancun 2010, Durban 2011, Rio 2012 : Les Pays du émergents ont-ils les clés dans les négociations ?
- Codéveloppement en Méditerranée : quelle stratégie de financement pour soutenir la transition ?
- Printemps Arabe : Nouveau paradigme, nouvelle donne ?
- Consolidation de la démocratie, de l’état de droit dans les pays du Sud : Quels rôles pour les grandes puissances et les institutions internationales pour garantir la pérennité du socle des libertés ?
- Émergence de nouveaux risques, sécurité internationale et crises régionales : Vers un nouveau désordre mondial ?
- Le Sud dans la gouvernance économique mondiale : Quels engagements dans la future architecture financière et monétaire mondiale ?

### Déclaration de Tanger 2011
À l'issue de la quatrième et dernière journée de l'édition 2011 du forum MEDays, le président de l'Institut Amadeus, Brahim Fassi Fihri a présenté à l'assistance ainsi qu'aux médias, la déclaration de Tanger, document sanctionnant l'ensemble des travaux de cette 4e édition.
Le Forum MEDays a émis 18 recommandations suivantes en vue de répondre aux aspirations des peuples pour une réelle démocratie participative, pour une plus grande justice sociale, pour la sécurité, pour la paix et un meilleur vivre ensemble dans le monde, et pour une protection coordonnée de l’environnement.

### Prix MEDays 2011
La 4e édition du forum international MEDays a constitué l’occasion pour l’Institut Amadeus de saluer nombre d’initiatives portées par les pays émergents dans différents domaines d’intervention, et ceci au travers de la remise des prix MEDays. Au nombre de quatre : grand prix MEDays, prix MEDays de l’Environnement, prix Business MEDays et prix MEDays de l’Éducation, il s’agit là pour les organisateurs de mettre davantage la lumière sur des réalisations en conformité totale avec l’esprit du forum à savoir l’émergence dans les sphères internationales des pays du Sud.
- Printemps arabe oblige, le grand prix MEDays a été remis cette année à « l’ensemble du peuple libyen » et à sa révolution. Très symboliquement, ce prix a été remis à M. Abdel Rahman Shalgham, représentant de la nouvelle Libye libre aux Nations unies, garant de la légitimité internationale. Morgan Tsvangirai, Premier ministre du Zimbabwe, et lauréat 2008 s’est lui-même chargé de remettre ce prix haut en symbole.
- Le prix MEDays de l’Éducation est revenu au malien Cheick Modibo Diarra pour l’ensemble de son œuvre dans le développement du secteur éducatif en Afrique.
- La Corée du Sud a été quant à elle lauréate du prix MEDays Environnement 2011.
- Le prix Business MEDays est revenu au groupe Attijari Wafabank.

## Édition 2010

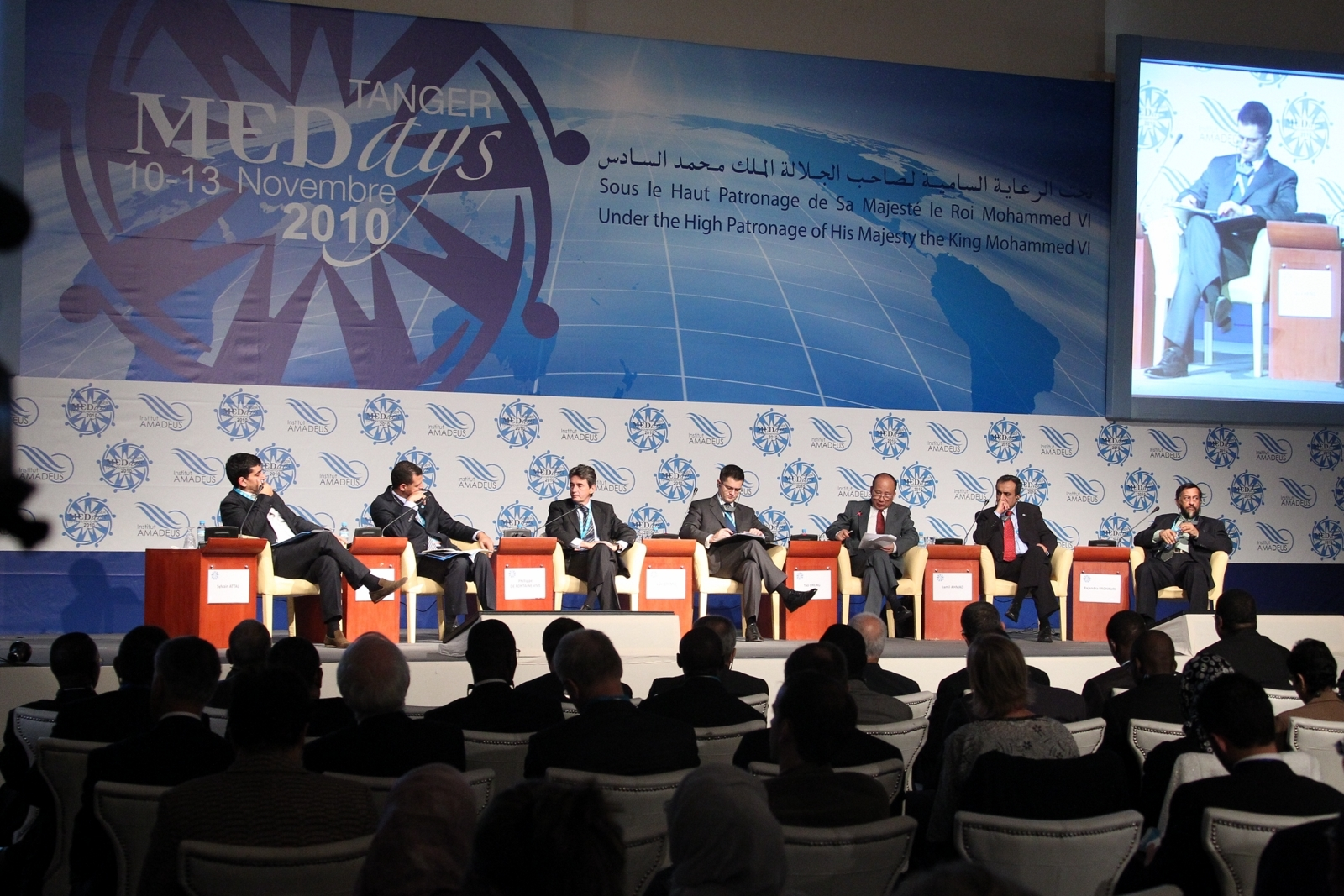
Vue d'ensemble d'une séance plénière pendant les MEDays 2010

La troisième édition du Forum « MEDays : Le Forum du Sud » s'est tenue du 10 au 13 novembre 2010 à Tanger.
Les MEDays se sont inscrits dans leur 3e édition comme le forum de référence du Sud, dont l’axe ne se situe pas dans une zone géographique mais plutôt dans une vision de coopération triangulaire Nord-Sud-Sud large. La 3e édition des MEDays était placée sous le thème « Le Sud : Entre crises et émergences » une réflexion qui porta sur le partage d’expérience des 3A : Amérique latine, Afrique, Asie. La thématique des Business MEDays porta quant à elle sur les marchés des énergies renouvelables.
Plus de 175 personnalités de haut niveau étaient présentes dont une quarantaine de ministres et de nombreux autres invités prestigieux venus de 80 pays. Parmi les personnalités internationales ayant participé au forum : Rajendra Kumar Pachauri, Angelino Garzon, Cheick Sidi Diarra, Ródi Krátsa-Tsagaropoúlou, Abdullah Abdullah, Saeb Erakat, Marc Otte, Éric Besson, Miguel Angel Moratinos, ou Keith Ellison.
Une partie du forum qui s'est tenu en même temps que le G20 de Séoul a été consacré à l'économie avec une retransmission directe entre Tanger et New York où Richard Attias, fondateur du New York forum a animé une interaction avec des économistes tels que Edmund Phelps, prix Nobel 2006.

### Thématiques
- Défis climatiques et développement durable : Quelles réponses interrégionales à des enjeux globaux ?
- Développement économique, Objectifs du Millénaire et financement innovants : Quelle approche inclusive pour rassembler le foisonnement d’initiatives autour d’un Nouveau Cycle de Développement Intégré ?
- Gouvernance, droits humains et réformes institutionnelles : des modèles ou un paradigme ?
- Résolution des crises, prévention des conflits et sécurité globale : comment renforcer les institutions régionales ?
- Les partenariats triangulaires Nord-Sud-Sud : De nouvelles opportunités pour stimuler la croissance ?
- Focus prioritaire Moyen-Orient : Quelles nouvelles initiatives pour relancer le Processus de Paix ?

### Thématique des Business MEDays 2010
Révolutions énergétiques dans les marchés émergents : Les nouveaux accélérateurs de croissance
De nombreux experts, officiels ou chef d'entreprises ont pris part aux débats qui se sont concentrés sur les moyens de concrétiser les grands projets d'énergies renouvelables au Sud de la Méditerranée (plan solaire marocain, projet desertec, plan solaire tunisien ou initiatives algériennes). Une autre partie des débats s'est concentré sur les techniques et savoir-faire pour économise l'énergie dans le bâtiment et les transports notamment encore dans les pays du Sud.

### Déclaration de Tanger 2010
La clôture de ces journées a été l’occasion d'un premier bilan, synthétisé par le président de l'Institut Amadeus Brahim Fassi Fihri en six recommandations dans la déclaration de Tanger 2010 :
- Œuvrer sans relâche en faveur d’une meilleure cohésion entre les pays du Sud,
- Appeler à la reconnaissance unilatérale de l’État palestinien par les autres États,
- Passer du dialogue Nord-Sud à l’action conjointe, en repensant les mécanismes d’interaction, et en associant les peuples du Sud aux programmes qui leur sont destinés,
- Créer des instances de coopération technique et scientifique entre les pays du Sud, pour les doter des instruments scientifiques nécessaires face aux enjeux qui leur sont propres,
- Poursuivre et approfondir les efforts d’intégration régionale et subrégionale, par la définition de stratégies sectorielles et territoriales inclusives,
- Prendre en compte, dans tout investissement et dans toute politique publique, la formation, le renforcement des capacités, et accélérer les engagements en faveur de l’éducation pour tous.

La veille, Miguel Angel Moratinos, ancien ministre des Affaires étrangères espagnol, avait publiquement appelé les chefs d’États du monde entier à reconnaître l’État de Palestine, comme solution au règlement du conflit, le processus de paix étant bloqué du fait de la décision israélienne de suspendre le moratoire sur les colonisations.

### Prix MEDays 2010
4 prix ont été décernés lors des MEDays 2010 :
- Le grand prix MEDays, qui récompense une personnalité représentant les valeurs de paix et de démocratie, a été attribué au docteur Abdullah Abdullah. Par son choix courageux d’abandonner la compétition électorale présidentielle en 2009 alors qu’il était en deuxième position, le docteur Abdullah Abdullah a mis l’intérêt politique de côté pour préserver l’intérêt général de l’Afghanistan.
- Le prix MEDays de l’Environnement et du Développement durable, qui souligne l’action d’une personne jouant un rôle déterminant en matière de protection de l’environnement ou de développement durable dans le monde est revenu au docteur Rajendra Kumar Pachauri, pour ses initiatives et son travail de fond à la tête du Groupe Intergouvernemental d’experts sur l’évolution du climat (GIEC). Ce prix vient réaffirmer l’urgence de prendre des décisions tranchées pour répondre au défi du changement climatique, dans un contexte de remise en cause des conclusions des rapports du GIEC.
- Le prix MEDays de l’Éducation, de la Culture et de la Recherche, donné à une personnalité dont l’action est déterminante pour le développement de l’éducation ou de la culture est décerné à madame Ródi Krátsa-Tsagaropoúlou, vice-présidente du Parlement européen, pour son implication dans les échanges euro-méditerranéen en matière d’éducation et d’enseignement supérieur, dont la création de l’université euro-méditerranéenne de Fès est une réalisation.
- Le Young Entrepreneur Business Award, qui encourage les initiatives d’un jeune entrepreneur dans la région MENA. Pour cette première année d’existence, ce prix est décerné à monsieur Youssef Chraibi. Ce jeune homme d'affaires a cofondé Marketo.com à 24 ans, et créé Outsourcia en 2003, une société marocaine spécialisée dans la gestion de la relation client et l’externalisation des services aux entreprises. Il est par ailleurs président de l’Association marocaine de la Relation Client. Ce prix est remis en partenariat avec l’International Trade Center de Genève et Euromed Capital Forum.

## Édition 2009

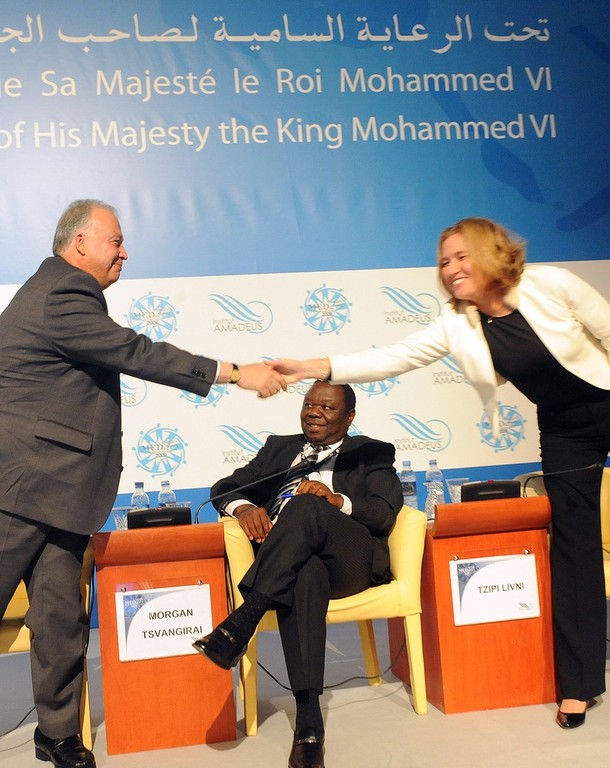
Tzipi Livni saluant Rafik El Houssaini lors des MEDays 2009. Au centre Morgan Tsvangirai.

Les MEDays 2009 ont eu lieu du 19 au 21 novembre 2009 à Tanger avec la présence de plus de 1000 participants. La deuxième édition des MEDays dont le thème principal était « le codéveloppement responsable », a traité de la nécessité d’étendre la coopération « Nord-Sud » à l’Afrique et au Moyen-Orient, tout en l’incluant de manière opérationnelle aux différents processus politiques en cours dans la région méditerranéenne. Les thématiques des séances plénières étaient :
- Résolution des crises, prévention des conflits et promotion du développement humain : les priorités d’un continent ?
- Sécurité globale en EMEA de l’Ouest : de la confrontation à la coopération ?
- Relance économique : quels engagements des marchés émergents dans la nouvelle architecture financière internationale ?
- Efficacités énergétiques, « Révolution verte » et gouvernances hydrauliques : les nouveaux enjeux du Sud ?

Ont intervenu lors des séances publiques et participé à des rencontres bilatérales des personnalités de haut niveau tels Morgan Tsvangirai, Premier ministre du Zimbabwe, Li Zhaoxing, président de la commission des affaires étrangères de l’Assemblée populaire de Chine, Ródi Krátsa-Tsagaropoúlou, vice-présidente du parlement européen ou encore Taieb Fassi Fihri, ministre marocain des Affaires étrangères.
Le Forum 2009 a vu la rencontre entre Tzipi Livni, présidente du parti Kadima et Rafik El Houssaini, chef de cabinet du président Mahmoud Abbas. Il s'agit de la première rencontre entre officiels israéliens et palestiniens depuis la guerre de Gaza de 2008. La venue de Tzipi Livni a cependant provoqué l'organisation d'une manifestation contre sa venue au Maroc.
Y figurent également Luciano Zapatta, amiral commandant adjoint du Commandement allié de l'OTAN, Daniel C. Kurtzer, conseiller du président Obama pour le Moyen-Orient, de nombreux ministres venus de près de 80 pays dont les ministres des Affaires étrangères yéménite, soudanais, malien et kényan, ainsi que le ministre colombien de l'Intérieur et de la Justice Fabio Valencia Cossio, outre plusieurs sénateurs et députés, dont Rachida Dati.
Côté société civile, étaient notamment présents le leader syndicaliste paysan burkinabé François Traoré et le président de l'Institut de politique de l'immigration (IMEPO) Alexandre Zavos.
Enfin de grands chefs d'entreprise ont fait le choix symbolique fort de marquer leur engagement en faveur du codéveloppement durable en prenant part aux Business MEDays. Il s'agit de Sheikh Mohammed Ben Aissa Al Khalifa, président du Conseil de développement économique de Bahreïn, Esam Jenahi, CEO Gulf finance house, Francisco Van Zeller, président de la confédération générale des entreprises portugaises.

### Polémique
L'édition de 2009 provoque une polémique. En effet, l'institut Amadeus a convié l'ancienne ministre israélienne et chef du parti d'opposition Tzipi Livni, l'ancien ministre des Affaires étrangères d'Israël Shlomo Ben-Ami, aujourd'hui chercheur au Toledo center for peace et la vice-ministre de l'Industrie d'Israël Orit Noked à prendre part aux débats du forum. Certaines associations de droits de l'homme ainsi que le parti islamiste PJD condamnent durement ces invitations. D'après le vice-président de cet institut « Nous invitons des gens de tous bords pour des échanges constructifs ». À la suite de l'annonce du 18 novembre de la construction de 900 logements supplémentaires à Gilo (Jérusalem Est), l'Institut annule son invitation à la représentante gouvernementale Orit Noked mais maintient son invitation à Tzipi Livni. L'Association marocaine des droits humains (AMDH) par le biais de sa présidente Khadija Ryadi a vivement condamné cette invitation ainsi que trois avocats. Ils ont porté plainte contre elle devant un tribunal de Rabat pour « crimes de guerre » pendant l'intervention israélienne à Gaza de fin 2008-début 2009.
Abderrahmane Benameur a qualifié cette visite « d'événement dangereux », « qui cache mal l'intention de normaliser (les relations) avec l'entité sioniste ».
L'ancien bâtonnier Abderrahim Jamaï a appelé les autorités marocaines à « l'arrêter dès son arrivée au Maroc et enquêter avec elle sur les horribles crimes de guerre commis par Israël dans la bande de Gaza ».
Il a rappelé que « Le droit marocain est compétent pour juger et condamner cette ancienne ministre israélienne car parmi les victimes de Gaza figurent une ressortissante marocaine, Rakia Abou Naja, sa belle-mère ainsi que son époux, un journaliste palestinien lors d'un bombardement israélien ».
Khalid Sefiani (avocat), a pour sa part annoncé l'organisation d'une « manifestation d'envergure » à Tanger le 19 novembre pour protester contre la venue de Tzipi Livni, qu'il a qualifiée de « terroriste ».
Saâdeddine El Othmani ancien secrétaire général du Parti de la justice et du développement (PJD) a déclaré « Le gouvernement marocain ne devrait pas accorder un visa d'entrée à l'ancienne responsable israélienne, le cas échéant, il devrait procéder à son arrestation ». Le responsable du PJD dit rejeter toute visite de Tzipi Livni et tout autre responsable israélien dans notre pays. Le soir du 19 novembre 2009, environ 50 personnes se réunissent aux abords du forum MEDays pour protester contre la venue de Tzipi Livni.
Lors du forum, la leader de l'opposition israélienne appelle à reprendre les négociations sur les bases des accords précédents pour arriver le plus vite possible à un accord de paix. Elle se prononce clairement pour une solution à deux États viables.

## Édition 2008

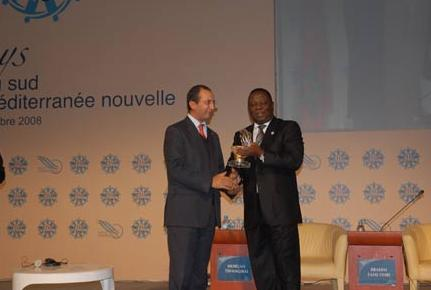
Morgan Tsvangirai recevant le « Prix MEDays 2008 » des mains de Mohamed Hassad, wali de la région de Tanger.

La 1re édition des MEDays s'est tenue du 26 au 28 novembre à Tanger, dans un contexte marqué par le lancement de l’Union pour la Méditerranée le 13 juillet 2008.
Plusieurs personnalités ont été invitées à ce forum, parmi lesquelles les ministres espagnol, marocain et sénégalais des Affaires étrangères Miguel Angel Moratinos, Taïeb Fassi-Fihri et Cheikh Tidiane Gadio, Shlomo Ben-Ami, ancien ministre israélien des Affaires étrangères ainsi qu'Éric Besson, ministre de l'Immigration, de l'Intégration, de l'Identité nationale et du Développement solidaire.
124 intervenants de plus de 40 pays étaient présents incluant des décideurs gouvernementaux et des administrations publiques, des chefs d’entreprises, des universitaires et des chercheurs, des représentants de la société civile, et des experts d’organisations internationales.
Le conflit israélo-palestinien et l’Union du Maghreb arabe (UMA) ont monopolisé les discussions lors du lancement de la première édition des MEDays, qui a vu la remise des prix MEDays.
Le « prix MEDays 2008 », la plus haute distinction attribuée par le Forum à une personnalité politique, de la société civile ou du monde de l’entreprise ayant, par son action, joué un rôle déterminant dans la construction de la démocratie ou le développement économique dans le monde, a été remis à Morgan Tsvangirai, Premier ministre désigné et dirigeant du Mouvement pour le changement démocratique au Zimbabwe pour son courage et son obstination à œuvrer pour la démocratie et le pluralisme politique au Zimbabwe. Morgan Tsvangirai a profité de cette occasion pour dénoncer devant les médias internationaux l'instabilité qui sévit sur son pays et le développement de l'épidémie du choléra.
La déclaration de Tanger, rendue publique à l'issue des travaux du Forum, a préconisé un ensemble de mesures afin de rendre concret le projet d'un espace économique euro-méditerranéen et pallier les grandes disparités nord-sud en matière de développement.